# Biscuits
"Biscuits" es el segundo episodio de la serie de televisión estadounidense de comedia dramática deportiva Ted Lasso, basada en el personaje interpretado por Jason Sudeikis en una serie de promociones para la cobertura de NBC Sports de la Premier League de Inglaterra. El episodio fue escrito por Joe Kelly a partir de una historia de Brendan Hunt y Jason Sudeikis, y dirigido por Zach Braff. Fue lanzado en Apple TV+ el 14 de agosto de 2020, junto con "Pilot" y "Trent Crimm: The Independent".
En el episodio, los primeros días de Ted en el club resultan mucho más difíciles de lo que parecían, por lo que espera aumentar la estima del club.
El episodio recibió críticas positivas de los críticos, quienes elogiaron la dirección, las actuaciones y el desarrollo del personaje de Braff. Por su actuación en el episodio, Jeremy Swift fue nominado como Mejor Actor de Reparto en una Serie de Comedia en la 73ª edición de los Primetime Emmy Awards. Además, Zach Braff recibió una nominación a Mejor Dirección por Serie de Comedia.

## Trama
Antes de comenzar su primer día como entrenador, Ted le regala galletas de mantequilla a Rebecca, con la intención de llevarle galletas todos los días, y aunque ella dice no estar interesada en las galletas de mantequilla, pronto se obsesiona con ellas. Mientras entrena, Jamie intimida constantemente a Sam, lo que obliga a Roy a intervenir para evitar conflictos.
La falta de preocupación de Ted por las bajas estadísticas del club molesta a Roy y Jamie. Al darse cuenta de que Sam está deprimido, Ted y Beard deducen que siente nostalgia por Nigeria. Queriendo animarlo, deciden organizarle una fiesta de cumpleaños y sus compañeros donando algo de dinero. Ted se da cuenta de que Jamie no se toma en serio el club y visita a Keeley durante una sesión de fotos para aprender más sobre Jamie y descubre que le gusta que lo elogien. Un paparazzi toma fotografías de su encuentro. Mientras tanto, Rebecca se sorprende cuando descubre que Rupert está saliendo con una mujer más joven, con quien la engañó durante su matrimonio.
Después del partido debut de Ted contra el Crystal Palace F.C., el club organiza una fiesta de cumpleaños para Sam, lo que lo alegra. El partido terminó en una derrota por 4-1 para Richmond, aunque Roy está realmente encantado cuando descubre que Ted había arreglado la presión del agua de las duchas. Guiado por el consejo de Keeley, Ted habla con Jamie y lo felicita por su papel en el campo, pero le dice que su exceso de confianza puede impedirle reconocer a sus compañeros de equipo. Cuando Trent Crimm, un reportero de The Independent, le pregunta después del partido, Jamie reconoce los esfuerzos de su equipo. Sin embargo, cambia de opinión y critica el papel de Ted como entrenador. Más tarde, Higgins llama a Rebecca y le revela que envió al paparazzi a fotografiar a Ted y Keeley; Rebecca le ordena que las publique. Mientras intenta averiguar dónde compra Ted sus galletas, se revela que Ted las está haciendo en su apartamento.

## Desarrollo

### Producción

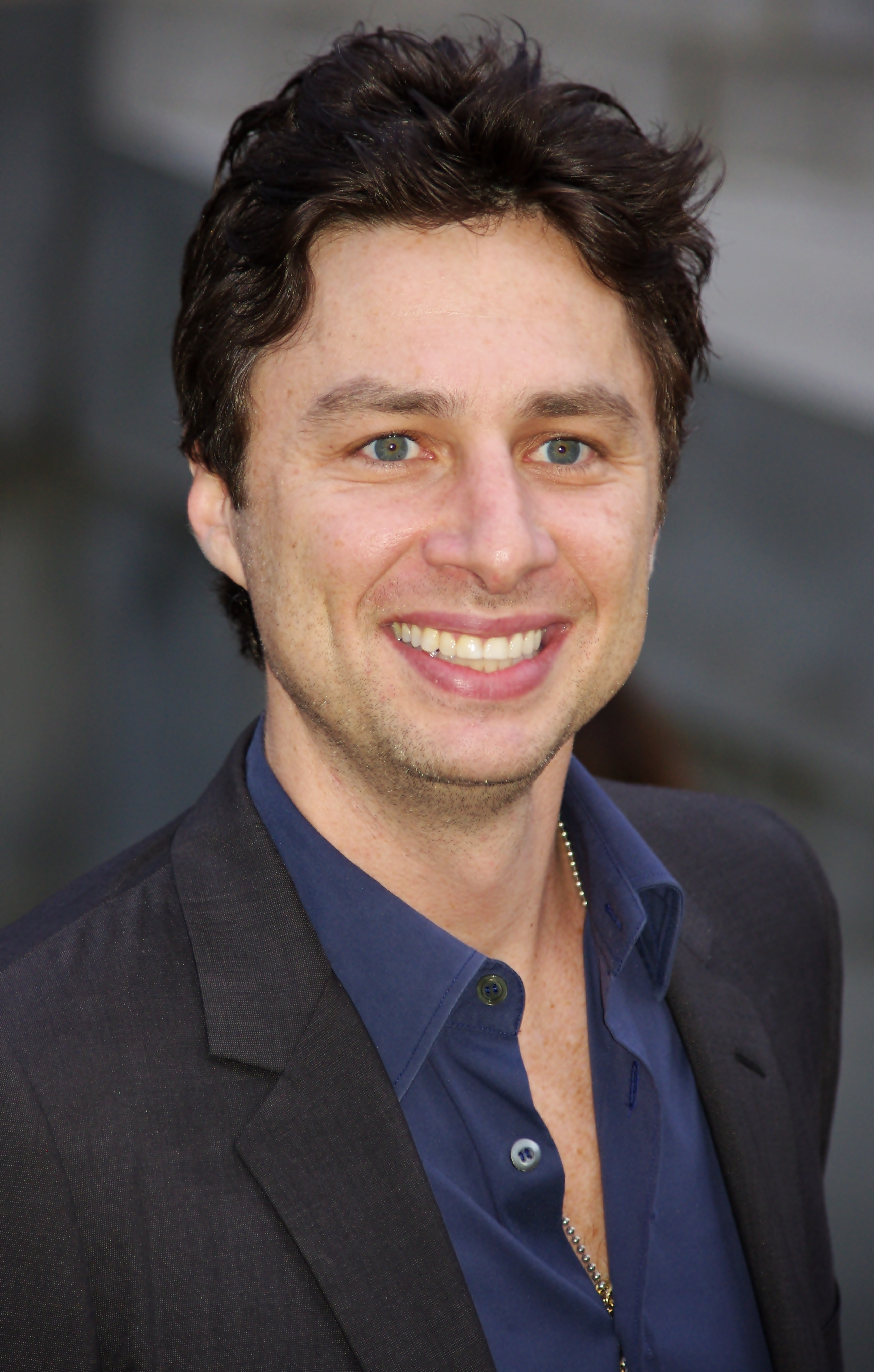
Zach Braff, quien anteriormente trabajó con Bill Lawrence en Scrubs, dirigió el episodio.

El personaje de Ted Lasso apareció por primera vez en 2013 como parte de la promoción de NBC Sports para su cobertura de la Premier League, interpretado por Jason Sudeikis. En octubre de 2019, Apple TV+ dio un encargo a una serie centrada en el personaje, con Sudeikis retomando su papel y coescribiendo el episodio con el productor ejecutivo Bill Lawrence. Sudeikis y sus colaboradores Brendan Hunt y Joe Kelly comenzaron a trabajar en un proyecto alrededor de 2015, que evolucionó aún más cuando Lawrence se unió a la serie. El episodio fue dirigido por Zach Braff y escrito por Joe Kelly a partir de una historia de los actores principales Brendan Hunt y Jason Sudeikis. Este fue el primer crédito de dirección de Braff y el segundo crédito de escritura de Kelly, Hunt Sudeikis para el programa.

### Rodaje
Zach Braff trabajó anteriormente con Bill Lawrence en Scrubs, donde también dirigió episodios. Aceptó la oferta para dirigir el episodio y lo describió como "la primera vez que subo a bordo de algo con lo que no tuve nada que ver anteriormente". Braff fue aconsejado por el director Alexander Payne antes de filmar el episodio, quien le dijo que durante el rodaje, debería pensar "¿qué significa para ti si te digo que le revuelvas el pelo?". Muchas de las escenas fueron filmadas, pero el equipo convenció a Braff para que las eliminara, ya que estaban "eclipsando el momento".

## Reseñas críticas
"Biscuits" recibió críticas positivas de los críticos. Gissane Sophia de Marvelous Geeks Media escribió: "'Biscuits' hace un trabajo exquisito al proyectar el tipo de calidez que genera estar sentado en casa (o en su espacio favorito, dondequiera que esté). En su atención para mostrar las luchas de los personajes y el anhelo que los invade, muestra a su audiencia que una pequeña pizca de bondad podría ayudar a las personas a encontrar la calidez que han perdido. 'Biscuits' es una metáfora del hogar, y este programa también se siente así".
Mads Lennon de FanSided escribió: "El segundo episodio de la temporada 1 de Ted Lasso comienza con Ted comenzando en un día poco convencional. Su trigo triturado no está triturado y casi lo atropella un automóvil, aunque el entrenador Beard evita que eso suceda". Daniel Hart de Ready Steady Cut le dio al episodio una calificación de 3,5 estrellas sobre 5 y escribió: "El episodio 2 muestra a Rebecca haciendo todo lo posible para socavar el club de fútbol en otro capítulo divertido"-

### Premios y reconocimientos
Jeremy Swift presentó este episodio para su consideración para su nominación al Premio Primetime Emmy como Mejor Actor de Reparto en una Serie de Comedia en la 73ª edición de los Premios Primetime Emmy. Perdió el premio ante su coprotagonista, Brett Goldstein.
Zach Braff fue nominado a Mejor Dirección de Serie de Comedia en la 73ª edición de los Primetime Emmy Awards, perdiendo ante Hacks por el episodio "There Is No Line". También fue nominado por logros como director en una serie de comedia en la 73ª edición de los premios del Directors Guild of America, perdiendo ante The Flight Attendant por el episodio "In Case of Emergency".